# (170026) 2002 VV2
2002 في في 2 (ويعرف أيضًا باسم (170026) 2002 في في 2 وفق تسمية الكوكب الصغير) (بالإنجليزية: 2002 VV2)‏ هو كويكب ضمن حزام الكويكبات؛ وترتيبه 170026 من حيث الاكتشاف.
اكتُشف هذا الجُرم الفلكي بواسطة جيمس ويتني يونغ في 4 نوفمبر 2002.

## وصلات خارجية
- (170026) 2002 VV2 في قاعدة بيانات مختبر الدفع النفاث لأجرام النظام الشمسي الصغيرة

- الاكتشاف · مخطط المدار ·  العناصر المدارية · المعلمات المادية

- (170026) 2002 VV2 على موقع ويكي سكاي: DSS2, SDSS, GALEX, IRAS, Hydrogen α, X-Ray, Astrophoto, Sky Map, Articles and images